# Birra Nastro Azzurro
La Nastro Azzurro  o Peroni Nastro Azzurro, a seconda dei mercati di riferimento, è una birra premium pilsener italiana prodotta a partire dagli anni sessanta dal birrificio Peroni di Roma. 

## Origine del nome
Il nome della birra è un omaggio al premio nastro azzurro, assegnato fino al 1952 alla nave passeggeri che riusciva ad attraversare più velocemente l'Oceano Atlantico, conquistato anche dal transatlantico italiano Rex nel 1933.

## Prodotto
La birra Nastro Azzurro viene prodotta con malto, acqua dolce, luppoli Saaz e Tettnang e mais nostrano; questa varietà di mais, derivato dalle varietà Nostrano dell’Isola, Scagliolo Marne e Marano selezionato dall'Unità di Ricerca per la maiscoltura di Bergamo, è prodotto in Piemonte, Veneto e Lombardia.

## Varianti
- Prime Brew (2018): versione zwickelbier (non filtrata) al grado primitivo di fermentazione (5,8%), ideata dal mastro birraio Alberto Marzaioli. Il prodotto è stato presentato con un party tenutosi il 27 maggio nello stabilimento romano della Peroni, con ospiti Marco Galeffi, Joe Victor e Lo Stato Sociale[5]; al party è stato anche presentato lo spot firmato Mattia Montanari la cui colonna sonora è stata curata da Felix Jaehn e Alma[6].
- Senza Glutine (2018): versione senza glutine della Nastro Azzurro classica, disponibile comunque in bottiglia da 66 cl.
- Zero (2021): versione analcolica della Nastro Azzurro classica, disponibile in bottiglie da 33cl.
- Mais Nostrano (2020): edizione speciale prodotta con mais 100% italiano
- Capri (2023): versione lager più leggera (4,2%), meno amara e con un lieve sentore di limone e foglie di ulivo, progettata per aperitivi estivi[7][8]. Lanciata nel marzo del 2023, è commercializzata in bottiglie di vetro trasparenti da 33 cl; l'etichetta si presenta blu con particolari bianchi.

Inoltre vi sono state alcune bottiglie prodotte in tiratura limitata:
- Vale 7º Mondiale (2006): edizione magnum prodotta per festeggiare la vittoria del settimo motomondiale vinto da Valentino Rossi, all'epoca testimonial del marchio[9].

## Commercializzazione
La Nastro Azzurro è fra le birre italiane più vendute al mondo, esportata in tutti i continenti e in oltre 75 paesi.

## Promozione

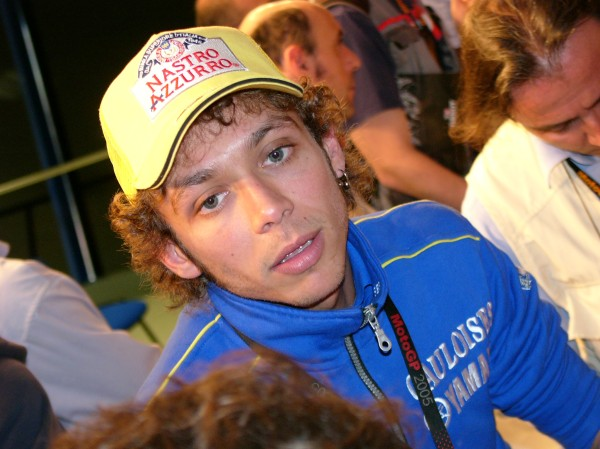
Il motociclista Valentino Rossi, storico testimonial Nastro Azzurro

Dal 1997 al 2006 la Nastro Azzurro è stata lo sponsor del pilota motociclistico Valentino Rossi; durante questi dieci anni di collaborazione, Rossi è apparso in una serie di campagne pubblicitarie con lo slogan «c'è più gusto ad essere italiani», nonostante dal 2003 la proprietà del marchio sia passata al gruppo sudafricano SABMiller. Nastro Azzurro ha sponsorizzato anche due delle motociclette usate dal corridore marchigiano: la Aprilia Racing dal 1997 al 1998 e la Honda Racing dal 2000 al 2002. Sono state inoltre emesse, tra il 1996 e il 1999, sei lattine celebrative, relative al motomondiale, raffiguranti Valentino Rossi, due delle quali celebrano le vittorie di quest'ultimo nei mondiali 1997 e 1999.
Dal 2021 la Peroni Nastro Azzurro è sponsor della scuderia di Formula 1 Aston Martin F1 Team, con il proprio marchio in mostra sulla livrea della vettura nonché sull’abbigliamento da gara.
Il marchio ha collaborato in qualità di sponsor con il Milano Film Festival nelle edizioni del 2009, 2010, 2015 e 2016.